# Coulée verte René-Dumont

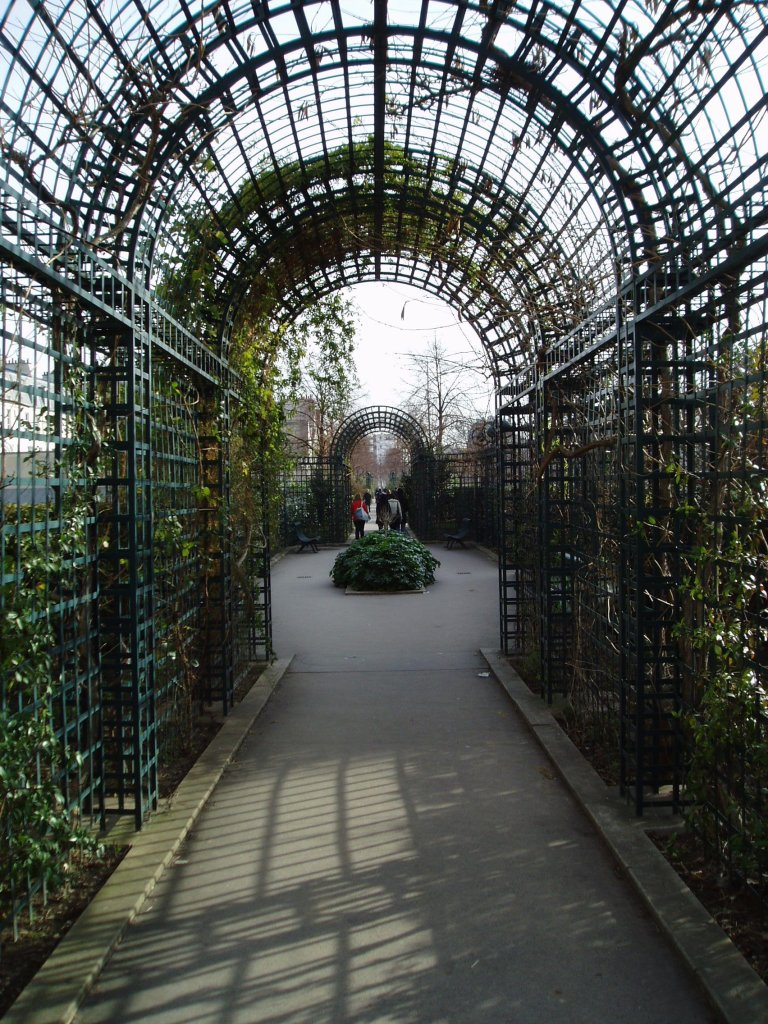
Promenade plantée

Coulée verte René-Dumont (tj. Zelená stezka Reného Dumonta, dříve Promenade plantée, tj. Osázená promenáda) je veřejný park v Paříži ve 12. obvodu. Nachází se na trase bývalé železniční trati, která vedla do města Vincennes. Promenade plantée spojuje další menší parky Jardin de Reuilly-Paul-Pernin, Jardin de la Gare de Reuilly, Square Charles-Péguy a Square Hector-Malot. Je dlouhá 4,7 km a zahrnuje 3,7 ha. Celková plocha se všemi přilehlými zelenými plochami činí 6,5 ha.

## Poloha
Promenade plantée začíná na viaduktu umění u náměstí Place de la Bastille za budovou opery Bastila a pokračuje podél Avenue Daumesnil. U ulice Rue Montgallet protíná Jardin de Reuilly a poté klesá až na úroveň ulice a pokračuje jako promenáda Allée Vivaldi. Po překročení ulice Rue de Reilly se stáčí na východ a směřuje na jihovýchodní okraj Paříže. Po překročení Boulevardu de Picpus se na úrovni Rue du Sahel trasa rozděluje. Jedna z cest pokračuje směrem na východ k Porte de Montempoivre, druhá se stáčí k jihu po bývalých kolejích až na náměstí Square Charles-Péguy.
Západní část promenády umístěná na viaduktu je přístupná schodišti a výtahy na různých místech Avenue Daumesnil a je vyhrazena pouze pro pěší. Východní část, která vede po ulici, je uspořádána pro oddělený pohyb chodců a cyklistů.

## Historie

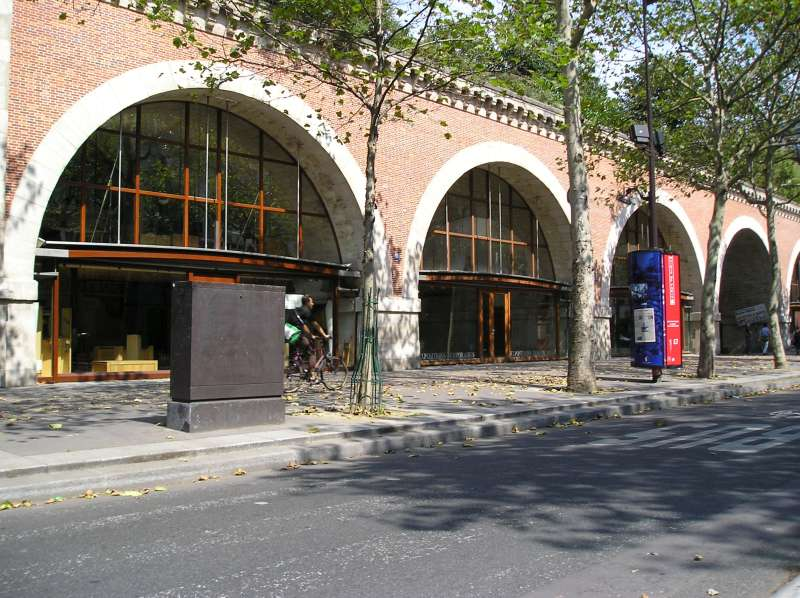
Viaduc des Arts, po kterém vede Promenade plantée

Železnice spojující nádraží Bastille a údolí řeky Marny byla postavena v letech 1859-1892. V Paříži měla stanici ve čtvrti Bel-Air, kde dnes stojí stejnojmenná stanice metra. V roce 1969, po zahájení provozu linky RER A byla železnice v úseku Paříž-Vincennes zrušena. Během 80. let byla oblast zastavěna. V roce 1984 bylo nádraží Bastille zbořeno, aby na jeho místě mohla být postavena Opéra Bastille otevřená roku 1989. V roce 1986 vznikl projekt na parkovou úpravu okolí a byl přijat projekt Promenade plantée na místě bývalých kolejí mezi Bastilou a Porte de Montempoivre. Promenade plantée byla založena v roce 1988 a pro veřejnost otevřena v roce 1993. V roce 1989 byly obnoveny oblouky viaduktu, které byly přeměněny na umělecké ateliéry, kavárny a obchody.
Park Square Charles-Péguy byl otevřen roku 1989, Jardin de Reuilly byl navržen v letech 1992-1998, Jardin de la gare de Reuilly byl zřízen v roce 1995.
V roce 2004 se Promenade plantée stala dekorací k filmu Před soumrakem (Before Sunset) režiséra Richarda Linklatera.
V samotné Paříži není Promenade plantée jediným parkem vybudovaným na nepoužívané železniční trati. V 16. obvodu byla část tratě přeměněna na promenádu a v 17. obvodu vznikla na zrušené železniční trati Promenade Pereire.

## Dopravní dostupnost
Nejbližšími stanicemi metra podél Promenade planée jsou Bastille, Gare de Lyon, Montgallet, Daumesnil a Bel-Air.